# NGC 2334
NGC 2334 је галаксија у сазвежђу Рис која се налази на NGC листи објеката дубоког неба.
Деклинација објекта је + 50° 14' 56" а ректасцензија 7h 11m 33,6s. Привидна величина (магнитуда) објекта NGC 2334 износи 13,7 а фотографска магнитуда 14,7. NGC 2334 је још познат и под ознакама IC 465, MCG 8-13-98, CGCG 234-95, NPM1G +50.0078, PGC 20357.